# Hýsly
Hýsly település Csehországban, Hodoníni járásban. Hýsly Skalka, Moravany, Ježov, Labuty, Kelčany, Žádovice, Vřesovice és Kostelec településekkel határos. Lakosainak száma 402 fő (2024. január 1.).

## Népesség
A település lakosságának változását az alábbi diagram mutatja:
| Lakosok száma | 396  | 479  | 616  | 489  | 454  | 394  | 405  | 408  | 413  | 402  |
|               | 1869 | 1890 | 1921 | 1950 | 1980 | 2001 | 2017 | 2019 | 2022 | 2024 |